# Кика (река)
Кика́ (в верховье Большая Кика) — река в России, в Прибайкальском районе Бурятии. Впадает в озеро Байкал.
Длина реки — 107 км. Площадь водосборного бассейна — 2010 км². По данным наблюдений с 1959 по 1997 год среднегодовой расход воды в 44 км от устья — 25,73 м³/с.

## География
Берёт начало на водоразделе хребта Улан-Бургасы на высоте 1700 м. На всём протяжении протекает по сильно пересечённой горной местности.
Впадает с востока в среднюю часть озера Байкал в 2 км юго-западнее села Гремячинск. От истока до посёлка Кика река течёт в западном направлении в узкой каньоновидной долине с большим уклоном и скоростью. От Кики меняет направление течения на северное.
Река сильно петляет. Питание имеет в основном снеговое и дождевое. Используется для лесосплава. В долине нижнего течения реки расположены озёра: Малое Духовое, Большое Духовое, Дикое.

## Гидрология
| Средний расход воды (м³/с) реки Кики по месяцам и за год с 1959 по 1997 гг. (замеры производились на гидрологическом посту в 44 км от устья) |

## Притоки
(указано расстояние от устья)
- 36 км: Горева (лв)
- 45 км: Хаим (пр)
- 50 км: Манжеевка (пр)
- 52 км: Большой Зимарсак (лв)
- 58 км: Малый Зимарсак (лв)
- 62 км: Хандей (лв)
- Федоровская (лв)
- Гордюшка (лв)
- 68 км: Дурная (лв)
- Прорва (пр)
- Дурной (пр)
- Долгий (лв)
- 87 км: Большая Кафтанчикова (пр)
- Плеханова (лв)
- 93 км: Торгониха (пр)
- Прямая Кика (лв)
- Глубокий (пр)
- Братский (пр)